# Fraserburgh
Fraserburgh (A' Bhruaich en écossais (gd) ; The Broch ou Faithlie en scots (sco)) est une ville écossaise située dans la région de l'Aberdeenshire. C'est une ville côtière, située à l'extrême nord-est de l'Aberdeenshire, à 64 kilomètres au nord d'Aberdeen. C'est le plus grand port pour les fruits de mer en Europe avec plus de 12.000 tonnes en 2008, ainsi qu'un port important pour le poisson blanc.
Elle est célèbre pour avoir sur son territoire la presqu'île de Kinnaird Head avec le plus ancien phare construit sur le territoire continental de l'Écosse, le Kinnaird Head Lighthouse. 

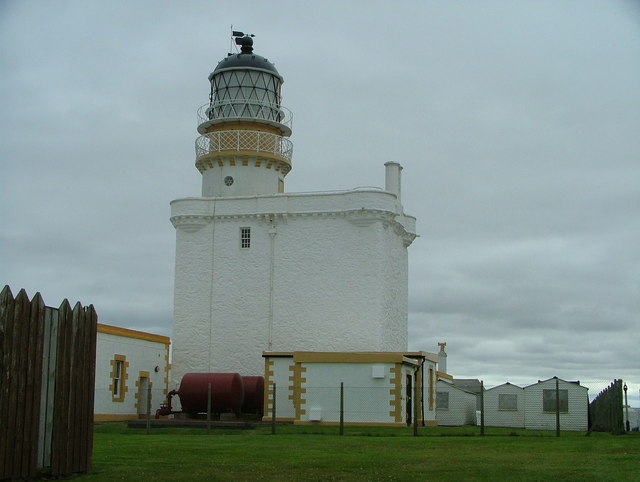
Le phare de Kinnaird Head.

## Histoire
Son nom signifie le bourg (burgh) de Fraser, d'après la famille Fraser (en) qui a acheté ces terres en 1504. 

## Sports
La ville abrite le club de football de Fraserburgh (en) qui évolue en Highland Football League.

## Personnalités
- Thomas Blake Glover (1838-1911), marchand établi au Japon
- Dennis Nilsen (1945-2018), tueur en série et nécrophile

## Jumelage
- Bressuire, France, depuis 1990